# Pontiac, Illinois
Pontiac là một thành phố thuộc quận Livingston, tiểu bang Illinois, Hoa Kỳ. Năm 2010, dân số của thành phố này là 11931 người.

## Dân số
Dân số qua các năm:
- Năm 2000: 11864 người.
- Năm 2010: 11931 người.